# Sọ

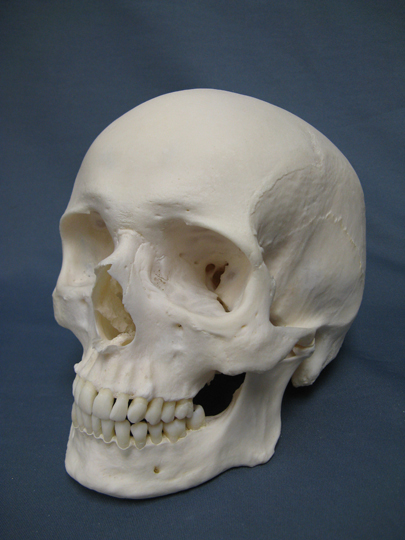
Sọ người đàn ông Kavkaz

Sọ là một cấu trúc xương ở phần đầu của một số động vật giúp nâng đỡ mặt và bảo vệ não khỏi tổn thương.
Sọ được cấu tạo bởi 2 phần: hộp sọ và hàm dưới. Động vật có sọ được gọi là động vật có hộp sọ.
Sọ có chức năng bảo vệ não, cố định khoảng cách giữa hai mắt để có thể nhìn được lập thể, và cố định vị trí của tai giúp bộ não sử dụng tín hiệu âm thanh để phán đoán hướng và khoảng cách âm thanh. Ở một số loài thú, sọ cũng có chức năng tự vệ (như động vật móng guốc có sừng).

## Sọ người
|  |  |

Ở người, sọ người trưởng thành thông thường được cấu tạo bởi 22 xương. Nếu không tính hàm dưới thì tất cả xương của sọ được liên kết với nhau bởi đường khớp, các khớp cứng cho phép dịch chuyển rất ít. Tám xương; — Gồm một xương trán, hai xương đỉnh, một xương chẩm, một xương bướm, hai xương thái dương và một xương sàng tạo thành phần sọ bao bọc não, bảo vệ vòm xung quanh não. 14 xương tạo thành hộp sọ tạng, nâng đỡ bộ mặt. Đóng kín với xương thái dương là sáu xương tai nhỏ, mặc dù các xương này không phải là một phần của sọ. Xương móng nâng đỡ lưỡi thường không được xem là một phần của sọ hay nó cũng không khớp với các xương khác. Sọ chức năng bảo vệ não.
Sọ chứa các khoang xoang, là các khoang chứa đầu không khí được phủ bằng các biểu mô hô hấp, là các đường hô hấp lớn. Các chức năng chính xác của các xoang này chưa được biết rõ ràng; chúng có thể góp phần làm giảm khối lượng của sọ ở mức thấp nhất, hoặc chúng có vai trò quan trọng trong việc tăng sự cộng hưởng của giọng nói.
Màng não, hay hệ thống màng tế bào bao bọc hệ thần kinh trung ương có 3 phần bao bọc xung quan các cấu trúc của hệ thần kinh. Chúng bao gồm màng cứng (màng não ngoài), the màng nhện và màng mạch (màng não trong). Ngoài việc khác nhau về phân loại, thì chúng hơi giống nhau.